# Merzdorf
Merzdorf é um município da Alemanha, situado no distrito de Elbe-Elster, no estado de Brandemburgo. Tem 12,73 km² de área, e sua população em 2019 foi estimada em 832 habitantes.